# EasyJet Switzerland
EasyJet Switzerland er et lavprisflyselskab fra Schweiz. Selskabet flyver under en franchiseaftale med EasyJet fra Basel-Mulhouse- og Geneve Lufthavn. Hovedkontoret er placeret ved Geneve International Airport ved byen Meyrin. EasyJet Switzerland blev etableret i 1988 under navnet TEA Basel.
Selskabet fløj i september 2013 til over 40 europæiske destinationer fra dets hub på EuroAirport Basel-Mulhouse-Freiburg og Geneve International Airport. Flyflåden bestod af 22 fly med en gennemsnitalder på 6,4 år. Heraf var der femten af typen Airbus A319-100, og syv eksemplarer af Airbus A320-200.

## Historie
Flyselskabet blev etableret 18. maj 1988 og startede flyvningerne 23. marts 1989 under navnet TEA Basel. Det var en del af Trans European Airways gruppen der fløj charterflyvninger til europæiske destinationer.
I marts 1998 overtog engelske easyJet 40 % procent af aktierne i TEA Basel og 1. april 1999 begyndte selskabet af flyve under franchise af easyJets farver og brand. EasyJet ejede i 2011 49 % af selskabet, imens resten var ejet af private investorer. EasyJet Switzerland havde i 2007 over 400 ansatte.